# Silbengewicht
Das Silbengewicht (auch Morigkeit) ist in der Phonologie eine in Moren ausgedrückte quantitative Eigenschaft einer Silbe, die entsprechend den Regeln der Morentheorie aus der Silbenstruktur bestimmt werden kann.
Dabei sind im Allgemeinen offene Silben mit Kurzvokal von einmoriger Dauer und werden als leichte Silben bezeichnet.  Zweimorige Silben wiederum heißen schwere Silben. Offene Silben mit langem Vokal sind stets zweimorig. Unterscheidet man nun die drei Silbenstrukturen KV (offen mit kurzem Vokal), KVː (offen mit langem Vokal) und KVK (geschlossen), so bleibt noch der Fall der geschlossenen Silbe unbestimmt. Tatsächlich gibt es Beispiele für beides: so sind im Lateinischen geschlossene Silben schwer, im Mongolischen dagegen leicht.
Ein ähnlicher Begriff der Phonologie ist die Silbenquantität, die nach der phonologischen Länge der Silben kurze und lange Silben unterscheidet. Sprachen, bei denen lange und kurze Silben kontrastieren, werden dann quantitätssensitiv genannt werden. So ist das Lateinische eine quantitätssensitive Sprache, in der zum Beispiel zwischen [liber] „Buch“ und [liːber] „frei“ unterschieden wird. Eine nicht quantitätssensitive Sprache ist zum Beispiel das Hawaiianische.
Die Unterscheidung leichter und schwerer bzw. kurzer und langer Silben manifestiert sich oft in Wortakzentregeln bestimmter Sprachen, so etwa der Pänultimaregel des Lateinischen.
Im Unterschied zu dem aus der (antiken) Metrik stammenden Begriff der Quantität, die auch in Moren ausgedrückt werden kann, handelt es sich bei Silbengewicht bzw. Silbenquantität um vom Kontext unabhängige Eigenschaften der Silbe selbst, während die metrische Quantität eine Eigenschaft der Silbe im Kontext des konkreten Verses ist, sich also unter anderem durch den Rhythmus des Verses bestimmt.
Im Sinn des von Theo Vennemann eingeführten Begriffs der Gewichtssprache wird leicht und schwer allgemeiner gefasst und bezeichnet abhängig von der jeweiligen Sprache bzw. Literatur unterschiedliche Eigenschaften von Silben. In Literaturen mit quantitierendem Versprinzip wie der antiken griechischen und lateinischen Dichtung entsprechen den leichten die kurzen und den schweren die langen Silben, in Literaturen mit akzentuierendem Versprinzip entsprechen den leichten die unbetonten und den schweren die betonten Silben.